# Maria Theresia Bonzel
Maria Theresia Bonzel, geboren als Regine Wilhelmine Christine Bonzel (Olpe, 17 september 1830 - Olpe, 6 februari 1905) is een Duitse Rooms-katholieke zalige, behorend tot de zusters franciscanessen. Ze is de stichtster van de congregatie van de Franciscanessen van de Altijddurende Aanbidding van Olpe.

## Leven
Maria Theresia Bonzel werd in 1830 geboren als dochter van een koopman. Voor haar intreden als religieuze werd ze "Aline" genoemd. Op de dag van haar eerste communie in 1844 voelde ze voor het eerst een grote verbondenheid met God. Sinds die dag droeg ze als moto: "Er führt, ich gehe" ("Hij leidt, ik ga"). Op jonge leeftijd overleed haar vader plots. Haar moeder hoopte dat Aline door een huwelijk de toekomst van de familie zou kunnen verzekeren. Dit bezorgde Aline een innerlijk conflict: ze droomde eigenlijk van een kloosterleven. Reeds vanaf jonge leeftijd (rond haar twintigste levensjaar) had Aline Bonzel ook hartproblemen.
Op 22 oktober 1859 gaf ze gevolg aan haar roeping en stichtte samen met enkele andere vrouwen een kloostergemeenschap in Olpe. Deze gemeenschap richtte zich op de Altijddurende Aanbidding en op de zorg voor weeskinderen. Op 20 juli 1863 kreeg deze gemeenschap de erkenning van een zelfstandige congregatie en op 6 juli 1865 werden de statuten van de gemeenschap goedgekeurd. Ze nam de regel van de Derde Orde van Sint-Franciscus op en kregen erkenning als de Arme Franciscanessen van de Altijddurende Aanbidding. Op 12 augustus 1865 werd moeder Maria Theresia Bonzel als eerste generale overste gekozen. Dit zou ze blijven tot haar dood.
In 1902 richtte ze een organisatie (een GmbH) op om de congregatie te versterken: het Gemeinnützige Gesellschaft der Franziskanerinnen zu Olpe (GFO).

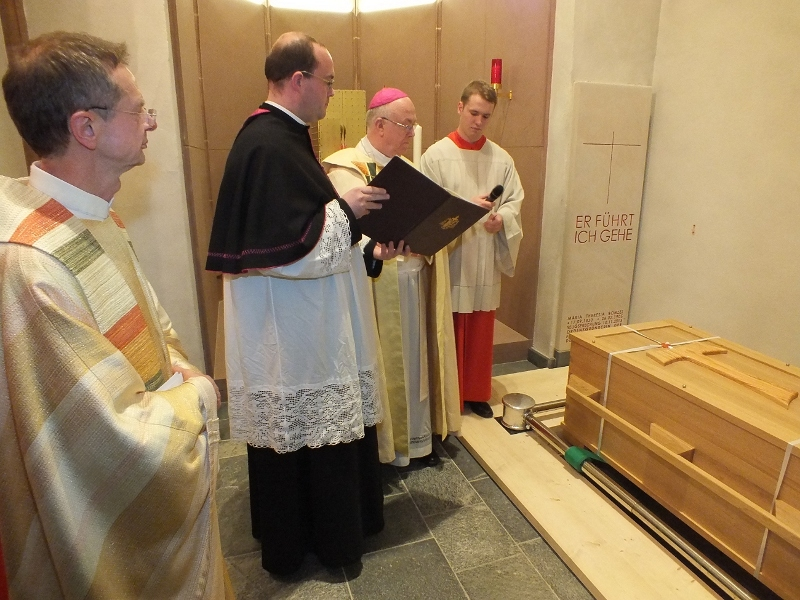
Zegening van de kist van Maria Theresia Bonzel door aartsbisschop Hans-Josef Becker bij de overplaatsing naar de Sint-Martinuskerk te Olpe.

## Zaligverklaring
Op 18 september 1961 werd het proces van zaligverklaring ingeleid en werd ze door paus Johannes XXIII erkend als Dienaar Gods. Op 29 juli 1970 werd het proces afgesloten. In 2001 werd de erkenning van de genezing van een jongen in het bisdom Colorado Springs in de Verenigde Staten als wonder op voorspraak van moeder Maria Theresia Bonzel ingezet. In januari 2013 volgde de officiële erkenning van het wonder. Dit was belangrijk in het kader van de effectieve zaligverklaring. Op 29 maart 2010 werd ze door Paus Benedictus XVI erkend als Eerbiedwaardige. Op 27 maart 2013 ondertekende Paus Franciscus het zaligsprekingsdecreet. De effectieve zaligspreking vond plaats op 10 november 2013 in de Dom van Paderborn door kardinaal Angelo Amato, prefect van de Congregatie voor de Heilig- en Zaligsprekingsprocessen. Het lichaam van Maria Theresia Bonzel werd daarbij overgebracht van het moederhuis van de congregatie naar de Sint-Martinuskerk in Olpe, waar ze in een nieuwe sacramentskapel werd bijgeplaatst en gezegend door aartsbisschop Hans-Josef Becker.

## Stichting
Op 20 juli 1995 werd een stichting opgericht die haar naam draagt: de Maria Theresia Bonzel-Stiftung. Deze heeft als doel het werk in de geest van Maria Theresia Bonzel verder te zetten. Meer specifiek richt deze stichting zich op het bevorderen van de gezondheidszorg en de zorg voor kinderen en ouderen. De stichting bestuurd ook het Gemeinnützige Gesellschaft der Franziskanerinnen zu Olpe.